# Amogh
Amogh (санскр. अमोघ, укр. «Безпомилковий») — автоматичний карабін, розроблений та виготовлений індійською компанією Ordnance Factories Board у 2005 році. Це похідна гвинтівки Excalibur , яка, в свою чергу, є розвитком гвинтівки INSAS.
Використовує набої 5,56×30 мм MINSAS, спеціально розроблені для подібних карабінів, зокрема JVPC.

## Історія
Amogh був розроблений для заміни успадкованих від Великої Британії 9-мм пістолетів-кулеметів L2A3 Sterling 1944 року  як особиста зброя самооборони для застосування у близькому бою .
В вересні 2008 року поліція Індії подала замовлення на постачання 148 одиниць Amogh, сплативши аванс у ₹ 26,64 лакх. 80 карабінів були надіслані у жовтні 2009. Втім, проведений у 2016 році аудит виявив, що ця зброя не використовувалася та вісім років зберігалася на поліцейському складі у Сітапурі через відсутність необхідних боєприпасів. Після виявлення цього факту набої нарешті було надіслано, і карабіни надійшли на озброєння поліції, але решта 68 одиниць станом на 2019 рік так і не надійшли до замовника .
Amogh було представлено на 9-й виставці Aero India у 2013 році .
Індійська армія відхилила Amogh після першого випробування  у червні 2017, обравши як заміну Sterling карабіни JVPC  . Берегова охорона, військово-морський флот і деякі поліцейські сили взяли на озброєння Amogh.

## Дизайн
Ствольна коробка виконана зі штампованого листового металу; пістолетне руків'я і складаний приклад — з легкого полімерного матеріалу. Ствол хромований, довжиною 330 мм. Магазин на 30 патронів, виготовлений з напівпрозорого полімеру який є напівпрозорим, щоби стрілець міг знати кількість патронів, що залишилися. Руків'я зведення — зліва на ствольній коробці. Скидання магазиа подібне до такого у гвинтівки INSAS: важіль фіксатора магазина розташований перед спусковою скобою. Два режими стрільби: одиночний і автоматичний.
Карабін має фіксовані прицільні пристосування з мушкою пенькового (прямокутного) типу і ціликом діафрагмального типу, на верхній кришці є невелика планка, яка дозволяє кріпити різні оптичні приціли.

## Оператори
Індія:
- ВМФ [5];
- Берегова охорона [3];
- Поліція штату Маніпур[en] [8];
- Поліція штату Уттар-Прадеш[en].